# Guinee-Bissau op de Olympische Zomerspelen 2016
Guinee-Bissau nam deel aan de Olympische Zomerspelen 2016 in Rio de Janeiro, Brazilië. De selectie bestond uit vijf sporters, uitkomend in drie sporten, en was daarmee de grootste ploeg van Guinee-Bissau in haar olympische geschiedenis: in de vijf eerdere deelnames was het aantal atleten van Guinee-Bissau altijd drie of vier.

## Deelnemers en resultaten
(m) = mannen, (v) = vrouwen 

### Atletiek
| Olympiër        | Discipline      | Resultaat | Prestatie                             |
| --------------- | --------------- | --------- | ------------------------------------- |
| Holder da Silva | 100m (m)        | 72e       | serie 1: 4de in 10,97                 |
|                 |                 |           |                                       |
| Jéssica Inchude | kogelstoten (v) | 36e       | kwalificatie groep B: 18de met 15,15m |

### Judo
| Olympiër        | Discipline | Resultaat | Prestatie                                                 |
| --------------- | ---------- | --------- | --------------------------------------------------------- |
| Taciana Lima VS | –48kg (v)  | 9e        | 1ste ronde: vrij 2de ronde: V van KAZ Otgontsetseg: shido |

### Worstelen
| Olympiër          | Discipline  | Resultaat   | Prestatie                                           |
| Vrije stijl       | Vrije stijl | Vrije stijl | Vrije stijl                                         |
| ----------------- | ----------- | ----------- | --------------------------------------------------- |
| Augusto Midana VO | –74kg (m)   | 14e         | voorronde: vrij 2de ronde: V van USA Burroughs: 1–3 |
| Bedopassa Buassat | –97kg (m)   | 15e         | voorronde: V van UZB Ibragimov: (0–5inj)            |